# Закриничье (Хмельницкая область)
Закриничье (укр. Закриниччя) — село в Хмельницком районе Хмельницкой области Украины.
Население по переписи 2001 года составляло 631 человек. Почтовый индекс — 31023. Телефонный код — 3855. Занимает площадь 2,034 км². Код КОАТУУ — 6822755201.

## Местная власть
31022, Хмельницкая обл., Хмельницкий р-н, пгт Антонины, пл. Графская, 6